# Apostolska nunciatura na Salomonovih otokih
Apostolska nunciatura na Salomonovih otokih je diplomatsko prestavništvo (veleposlaništvo) Svetega sedeža na Salomonovih otokih, ki ima sedež v [[|]]; ustanovljena je bila leta [[]].
Trenutni apostolski nuncij je Francisco Montecillo Padilla.

## Seznam apostolskih nuncijev
- Andrea Cordero Lanza di Montezemolo (5. april 1977–25. oktober 1980)
- Francesco De Nittis (7. marec 1981–24. januar 1985)
- Antonio Maria Vegliò (27. julij 1985–21. oktober 1989)
- Giovanni Ceirano (15. januar 1990–20. avgust 1992)
- Ramiro Moliner Inglés (2. januar 1993–10. maj 1997)
- Hans Schwemmer (9. julij 1997–1. oktober 2001)
- Adolfo Tito Yllana (5. februar 2002–31. marec 2006)
- Francisco Montecillo Padilla (1. april 2006–danes)